# Joachim Heer
Joachim Heer (Glarona, 25 settembre 1825 – Glarona, 1º marzo 1879) è stato un politico svizzero.
Nel dicembre 1875 è stato eletto nel Consiglio federale svizzero, rimanendovi fino al dicembre 1878.
Nel corso del suo mandato ha diretto il Dipartimento delle poste e dei telegrafi (1876), il Dipartimento politico (1877) e il Dipartimento delle ferrovie e del commercio (1878).
Era rappresentante del Partito Liberale Radicale.
Ha ricoperto la carica di Presidente della Confederazione svizzera nel 1877.